# Limp Wrist
Limp Wrist és un grup estatunidenc punk que es va formar l'any 1998. Amb membres de Los Crudos, Hail Mary, Devoid of Faith, By the Throat i Kill the Man Who Questions, la banda fa música hardcore punk sobre temes relacionats amb la comunitat LGBT. És un grup obertament gai i s'identifica com a part de la subcultura queercore. La banda apareix a la portada de My Brain Hurts, el còmic de Liz Baillie sobre adolescents queer a la ciutat de Nova York.

## Història
Després de la ruptura de Los Crudos, el cantant Martin Sorrondeguy i el guitarrista original, Mark Telfian, van tenir la idea de formar un nou grup. Aleshores van demanar al baixista Andrew Martini i al bateria Scott Moore, que vivien a Filadèlfia, que s'hi unissin i es va organitzar un primer concert a l'Stalag 13 Filadèlfia el 13 de juny de 1999.
El seu primer enregistrament va ser la maqueta autoeditada Don't Knock It Till You Try It, seguida d'un senzill titulat «What's Up With The Kids» i després l'LP homònim Limp Wrist. No obstant això, com que els membres de la banda vivien en diferents estats, mantenir el grup es va fer difícil. Després d'un recés van reprendre l'activitat el 2004 i van publicar un nou CD, Complete Discography, el mateix any. La cançó «Ode» d'aquest enregistrament ret homenatge als músics pioners del hardcore gai Gary Floyd de The Dicks, Randy Turner de Big Boys i Joshua Plague de Mukilteo Fairies i Behead the Prophet, proveint un context històric per a Limp Wrist. La cançó més coneguda del grup és «I Love Hardcore Boys, I Love Boys Hardcore».
El 1999, Sorrondeguy va estrenar el documental, Beyond The Screams: A US Latino Hardcore Punk Documentary. El 2002, Maximum Rocknroll va presentar Martin Sorrondeguy al seu número «QueerPunk» en diàleg amb Gary Fembot i Iraya Robles de Sta-Prest, i Aaron Detroit de The Little Deaths.

## Discografia
- Don't Knock It Till You Try It (maqueta)
- Hot Ass Punx (2001)
- What's Up With The Kids (2001)
- Limp Wrist (2001, Lengua Armada Discos / La Vida Es Un Mus)
- Want Us Dead (2006, EP)
- Facades (2017)